# Cmentarz Żołnierzy Radzieckich w Lipnie
Cmentarz Żołnierzy Radzieckich w Lipnie – cmentarz wojenny żołnierzy radzieckich zmarłych w walkach na terenie powiatu lipnowskiego w styczniu 1945 roku, znajdujący się przy ul. Dobrzyńskiej w Lipnie, w powiecie lipnowskim, w województwie kujawsko-pomorskim.
Na cmentarzu pochowanych jest 191 żołnierzy radzieckich poległych w styczniu 1945.  
Cmentarz wraz z pomnikiem ujęte są w wojewódzkiej ewidencji zabytków.  
We wrześniu 2010 cmentarz został zdewastowany przez nieznanych sprawców. Zniszczenia zostały usunięte jeszcze w tym samym miesiącu. 
Nekropolią opiekuje się Urząd Miejski.